# Jacques-Nicolas Bioche
Pour les articles homonymes, voir Bioche.
Jacques-Nicolas Bioche, né le 27 décembre 1789 au Tilleul-Lambert, et mort le 13 février 1863 à Asnières-sur-Seine, est un homme politique français.

## Biographie
Négociant à Thibouville, il accrut sa fortune patrimoniale déjà considérable. Comme il s'était acquis, sous la Restauration, une certaine popularité en combattant dans les rangs de l'opposition constitutionnelle, il devint, après la révolution de Juillet, le député du 7e collège de l'Eure (Brionne), et fut élu le 1er octobre 1831, en remplacement d'Odilon Barrot, qui venait d'opter pour un autre collège. 
Il siégea dans la majorité sans « rechercher, dit un biographe, les honneurs et les succès de la tribune », et donna son suffrage au gouvernement jusqu'au 21 juin 1834, époque où il échoua, dans sa circonscription, contre Dupont de l'Eure.

## Sources
- « Jacques-Nicolas Bioche », dans Adolphe Robert et Gaston Cougny, Dictionnaire des parlementaires français, Edgar Bourloton, 1889-1891 [détail de l’édition]